# NSVS 14256825
NSVS 14256825 eller V1828 Aquilae, är dubbelstjärna belägen i den mellersta delen av stjärnbilden Örnen. Den har en skenbar magnitud av ca 13,2 och kräver ett kraftfullt teleskop för att kunna observeras. Baserat på parallax enligt Gaia Data Release 2 på ca 1,19 mas beräknas den befinna sig på ett avstånd av ca 2 700 ljusår (ca  840 parsec) från solen. Den rör sig bort från solen med en heliocentrisk radialhastighet av ca 12 km/s.

## Observationer

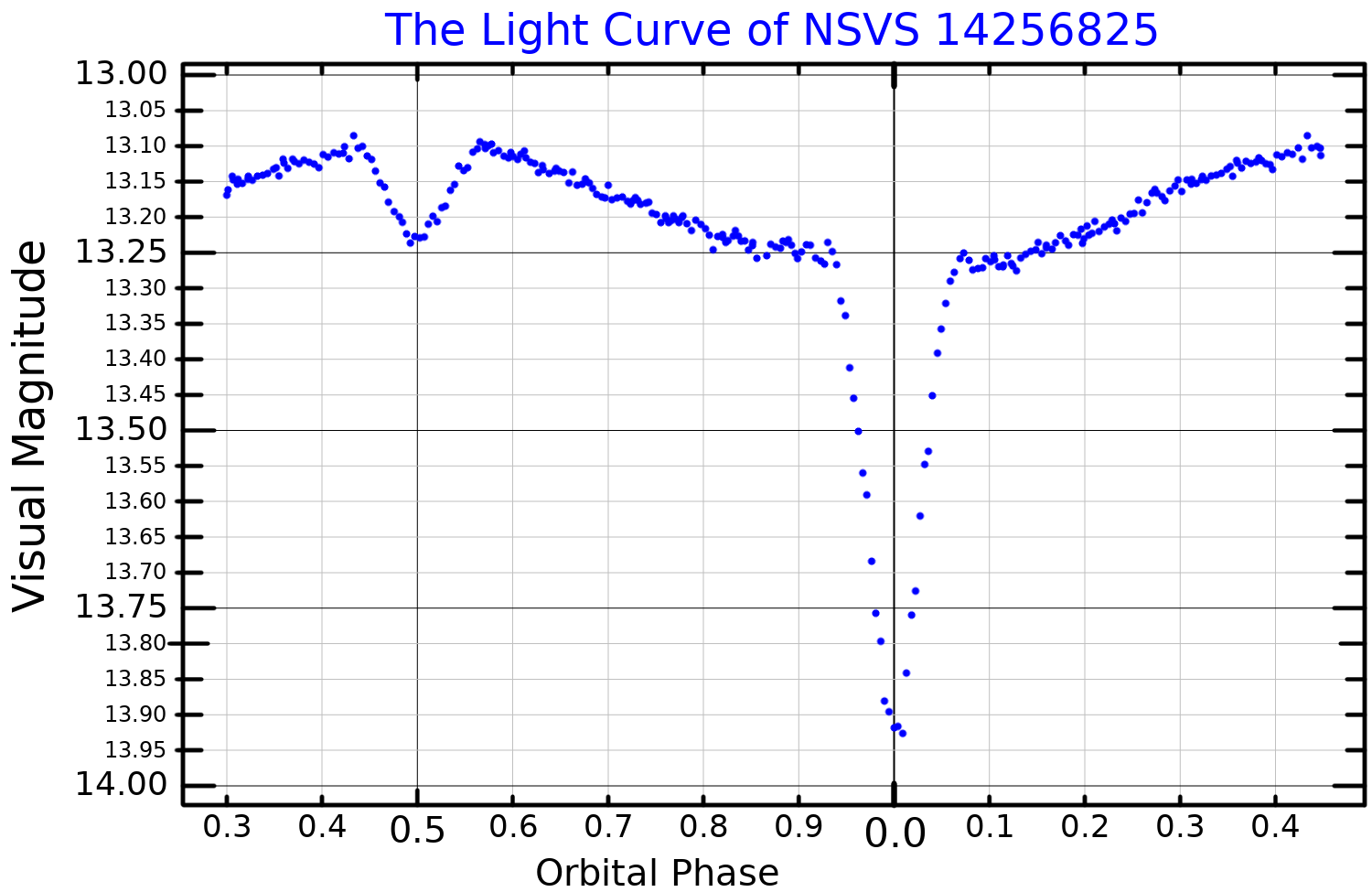
Ljuskurva i visuella bandet för NSVS 14256825, plottad från Almeida et al. (2012)

År 2007 upptäckte Patrick Wils et al. att NSVS 14256825 är en förmörkande dubbelstjärna(av Algol-typen), genom att undersöka data från Northern Sky Variability Survey (NSVS). De klassificerade den också som en stjärna av HW Virginis-typen, ett dubbelstjärnepar där variabilitet uppstår genom att en stjärna reflekterar ljuset från den andra när de kretsar kring varandra.
NSVS 14256825 har studerats extremt väl med hjälp av fotometri, men de resulterande modellerna motsäger ofta varandra, även med liknande statistisk signifikans, eller med data som samlas in senare. Många studier har funnit att de båda stjärnorna uppvisar variationer i förmörkelsetidpunkten (ETV) som är signifikanta, cykliska och inte kan förklaras av andra stjärnmekanismer såsom Applegate-mekanismen. År 2012 fann man att NSVS 14256825:s omloppsperiod ökade i en takt av 12 × 10-1 dygn per omlopp.
Ursprungligen, år 2012, hävdades det att två jätteplaneter befann sig i omloppsbana kring dubbelstjärnan, med massor på 2,9 respektive 8,1 Jupitermassa, i perioder på 3,5 respektive 6,9 år. En annan artikel hävdade existensen av en planet med en massa 12 gånger Jupiters, i en 20-årig omloppsbana. Emellertid har senare studier kommit fram till andra resultat med massor upp till 15 Jupitermassor och perioder ner till 8,83 år. Studierna är inte heller samstämmiga om huruvida ett substellärt objekt kan förklara ETV:erna, eller om ytterligare följeslagare krävs, men ytterligare forskning behövs för att få bättre täckning av data.